# Dusona collaris
Dusona collaris là một loài tò vò trong họ Ichneumonidae.